# Brauli Sunyer
Brauli Sunyer (La Pobla de Massaluca, ? - Lleida, 21 de setembre de 1667) va ser un religiós català, bisbe de Vic (1663-1664) i de Lleida (1665-1667).
Natural de la Pobla de Massaluca. Va ser doctor en Decrets. Primerament va exercir diversos càrrecs a la Catedral de Tarragona. Entre 1650 i 1653 va ser tresorer de la Seu de Tarragona, a més d'exercir com assessor el 1651. El 1654 esdevé canonge del capítol. També va ser canceller de competències de Catalunya.
El 1653 es preconitzat i va prendre possessió del bisbat de Vic el 5 de juny. Durant el seu mandat, segons Salarich, va començar a tenir ressò a la diòcesi el dogma de la Immaculada Concepció. A més, el bisbe també va concedir que es poguessin recollir almoines per al Miracle de la llum de la ciutat de Manresa. Amb tot, ben aviat va ser traslladat de seu, preconitzat pel bisbat de Lleida el 25 de desembre de 1664. De fet, al Concili de Tarragona de 1664, assisteix com a bisbe de Vic i electe de Lleida, tanmateix, no va prendre possessió del bisbat fins al 12 de febrer de 1665. Val a dir que en aquell moment a Lleida hi havia perill de pesta.
Va morir dos anys després, el 21 de setembre de 1667 al Palau Episcopal de Lleida.